# Paul Mendelson
Pour les articles homonymes, voir Mendelson.
Paul Mendelson, né le 14 janvier 1965 à Londres, en Angleterre, est un écrivain britannique, auteur de roman policier et d'ouvrages sur les jeux de cartes.

## Biographie
Il écrit de nombreux ouvrages sur les jeux de cartes (bridge, poker) et sur les casinos. Sur ces sujets, il assure une chronique hebdomadaire dans le Financial Times.
En 2014, il publie son premier roman, The First Rule Of Survival, grâce auquel il est finaliste du Gold Dagger Award 2014. C'est le premier volume d'une série consacrée à Vaughn de Vries, un colonel dans le service de police du Cap en Afrique du Sud.

## Œuvre

### Romans

#### SérieColonel Vaughn de Vries, Cape Town
- The First Rule Of Survival (2014)
- The Serpentine Road (2015)
- The History of Blood (2016)

### Autres ouvrages
- 100 Tips for Better Bridge (1995)
- The Right Way to Play Bridge (1998)
- Mendelson's Guide to the Bidding Battle (1998)
- Practise Your Law of Total Tricks (2000)
- Bridge for Beginners (2004)
- Control the Bidding (2004)
- Bridge - Play Your Cards Right (2005)
- Texas Hold'em Poker (2005) Publié en français sous le titre Texas Hold'em poker, Paris, Hachette Pratique, 2007  (ISBN 978-2-0123-7336-5)
- Bridge for Complete Beginners (2005)
- The Mammoth Book of Poker (2008)
- Winning Ways to Play Your Cards (2008)
- 121 Tips for Better Bridge (2010)
- The Mammoth Book of Casino Games (2010)
- Mendelson's Guide to Duplicate Bridge (2011)
- The Golden Rules Of Bridge (2014)

## Prix et distinctions

### Nominations
- Gold Dagger Award 2014 pour The First Rule Of Survival[1]